# جرج ون رسام
جرج ون رسام (انگلیسی: George van Rossem; ۳۰ مهٔ ۱۸۸۲ – ۱۴ ژانویهٔ ۱۹۵۵) ورزشکار شمشیربازی اهل پادشاهی هلند بود.
وی همچنین برندهٔ جوایزی همچون لژیون دونور (شوالیه) شده‌است.
وی در مسابقات کشوری و بین‌المللی در مجموع برندهٔ ۱ مدال نقره، ۳ مدال برنز شده‌است.